# Castello Inferiore (Attimis)
Il Castello inferiore di Attimis, talvolta indicato come Castello nuovo, (Cjscjel inferiôr o Cjscjel gnûf in friulano), di cui oggi restano solo i ruderi, era un castello difensivo e residenziale di epoca feudale, ubicato sulle pendici del monte Scalutta, ad un'altitudine di 352 m s.l.m., nel territorio del comune di Attimis. Sullo stesso rilievo, ad una distanza di circa 178 metri, sorgono i resti del Castello superiore di Attimis (372 m s.l.m.).
Il castello faceva parte della linea difensiva fatta erigere dal Patriarcato di Aquileia a ridosso delle Prealpi Giulie, che parte da Venzone fino a arrivare a Cividale, con lo scopo di comunicare con tempestività i segnali di pericolo, si componeva di 130 castelli, tutti visibili dalla specola del castello di Udine allora residenza del Patriarcato di Aquileia.

## Storia
La sua costruzione iniziò tra il 1250-1260 per essere verosimilmente terminata nel 1275, in quanto in tale anno, si ha il primo documento riguardante il castello inferiore, si tratta della richiesta d'investitura giunta al patriarca Raimondo della Torre da parte di Artinido Attems.
Nel 1294 la famiglia Attems si alleò con la famiglia Da Camino che era entrata in conflitto col patriarca, quest'ultimo pentendosi della concessione da lui firmata impose ad Artinido la scelta tra l'abbattimento della fortificazione oppure assicurare la fedeltà con l'impegno all'utilizzo del castello a sola protezione della Chiesa di Aquileia. Non si hanno notizie certe sulla scelta presa dalla famiglia Attems, ma recenti studi ritengono che il Conte (titolo ricevuto dalla famiglia soltanto nel seicento) sia fuggito abbandonando il sito, successivamente terminate le ostilità tra le famiglie si sia recato dal patriarca a chiedere grazia garantendo la propria fedeltà.
Altre ostilità furono riportate il 10 febbraio 1387, i protagonisti questa volta erano i 2 castelli di Attimis, quello Superiore parteggiava per Udine e la famiglia Da Camino, mentre quello Inferiore sosteneva il patriarca e la famiglia Da Carrara. Le battaglie furono talmente violente che il castello Superiore ricevete in prestito una bombarda dai Savorgnan di Udine (questo e stato uno dei primi utilizzi della polvere da sparo nel Nord Est italiano), i castellani la posizionarono nel cortile interno e spararono verso i parenti rinchiusi nelle mura del castello inferiore. Il bombardamento recò numerosi danni, pur non abbattendo le mura, il peggio lo ebbe la chiesetta castellana dedicata a San Nicolo che non fu più riedificata, ora ne rimangono solo le basi dei muri principali.
L'abbandono del sito viene stimato nel 1511, causato dal tremendo terremoto del Friuli del 1511. I castellani si spostarono nella piana, sancendo la fine del castello.

## Stemma
Lo stemma è a forma di scudo sannitico il fondo era dipinto di rosso e le quattro punte superiori erano argentate. Lo stemma araldico fu della famiglia Attems divenuto in seguito quello del Castello Inferiore. Fu rinvenuto in una mattonella in cotto, si può ammirare presso la mostra del fossile di Udine.

## Storia Recente
Oggi il castello è proprietà del Conte Victor Attems-Gilleis. Nel 1981 e nel 1994 il sito fu disboscato, ciò permise lo studio delle mure perimetrali e il ritrovamento di vari reperti. Non sono mai stati effettuati lavori di restauro o di tutela del sito. Nel 1998 fu finito di stampare presso lo stabilimento Arti Grafiche Friulane il libro Atimis e i soi Cjscjei (in italiano: Attimis e i suoi Castelli), scritto da Romano Binutti, dove uno dei protagonisti è il castello Inferiore di Attimis.

## Planimetria
Il sito era protetto dalle muraglie a sacco di uno spessore costante di 1,5 m che racchiudono 509 m², le mura più lunghe sono quelle ad est con 33m, continuano verso sud con due tratti 10 e 11 m che si uniscono ad angolo acuto, infine altre due da 17 e 18m. L'Ingresso al sito non è certo in quanto esistono due tesi, la prima è avvalorata dal dipinto che si trova nel palazzo Attemes a Vienna che lo ritrae nel angolo sud, l'altra è che si trovi nel angolo nord ovest sotto la protezione della torre.
La torre, alta 21 metri (visibile ancora dal castello di Udine) ha una forma a parallelepipedo a base ridotta, le pareti nord e sud sono larghe 6,5 m, quelle est e ovest 7,8 m avendo uno spessore di 2,4 m racchiudono uno spazio di soli 4 m², si notano esclusivamente due aperture, una arciera nella parte nord e la soglia con gli stipiti di una stretta porticina nel versante ovest, che era l'unico ingresso al mastio, entrambe le apertura son state ricavate al secondo piano; la torre aveva quattro piani sopra quello terra, ancor oggi si possono vedere i solchi delle travi della pavimentazione.
Una garitta fu edificata esternamente, verosimilmente quando iniziarono gli scontri con i parenti allogiati nel vicino castello Superiore; è posizionata a sud della cinta est, ha una forma semicircolare con uno spessore della muraglia di 70 cm, con un diametro di 2,5m ed è protesa verso l'esterno per 2m.
Incastonata nelle mura nord vi sono delle arciere mentre in quelle ovest vi è rientranza a guisa di porta con architrave semicircolare, che fa supporre a una scala che portava alle cantine, a sud ovest tracce delle mure perimetrali di due case di circa 90 m² ciascuna. Affiancata al castello sorgeva la chiesetta di San Nicolò, la quale misurava 5,80 m per 8,8 m di lunghezza.

## Ritrovamenti
All'interno del sito archeologico non sono mai stati eseguiti lavori di pulizia e di conservazione, questa è la causa della scarsità di reperti rinvenuti; tuttavia nel corso del tempo sono stati ritrovati oggetti metallici, tra cui spiccano punte di frecce e balestra, pezzi di armatura e diversi pezzi di utensili. Più numerosi sono i frammenti di ceramica grezza, un pezzetto di vaso mostra un timbro a ruota rotante del tutto uguale ad altri ritrovati nel castello Superiore e in quello di Partistagno. Si racconta che un portale bugnato appartenente al castello sia stato smontato e trasferito a valle, nell'ultima casa prima del sentiero dei castelli che parte dal retro di Villa d'Attems a Pecòl,

## Posizione
Il castello sorge a 352 metri sul livello del mare sul Monte Sculutta, per raggiungerlo si può percorrere il suggestivo sentiero medioevale ancora lastricato di pietra e di scalini dell'epoca. Si parte dal parcheggio della Chiesa di Sant'Andrea apostolo, per poi proseguire per via Pecolle, fin a costeggiare la Villa dei Conti D'Attimis (castello fortificato dato al fuoco nella seconda guerra mondiale), da qui inizia il sentiero medioevale ben segnalato, ai lati dello stesso si possono ammirare varie tipologie di pietre con incastonati forme di fossili primordiali, avvicinandosi al castello Inferiore si possono ammirare muri contenitivi con pietre di grandi dimensioni, si possono scorgere affiorare dal terreno i muri di sasso delle case e stalle dei castellani, l'escursione dura una Trentina di minuti per un dislivello di 156 metri. In alternativa si possono raggiungere i ruderi col sentiero più breve, che parte al sesto tornate sulla strada che partendo da Attimis porta a Porzus, l'inizio è segnalato con un cartello informativo, la durata per raggiungere il castello è di 5 minuti per un dislivello di 18 metri.

## Galleria d'immagini

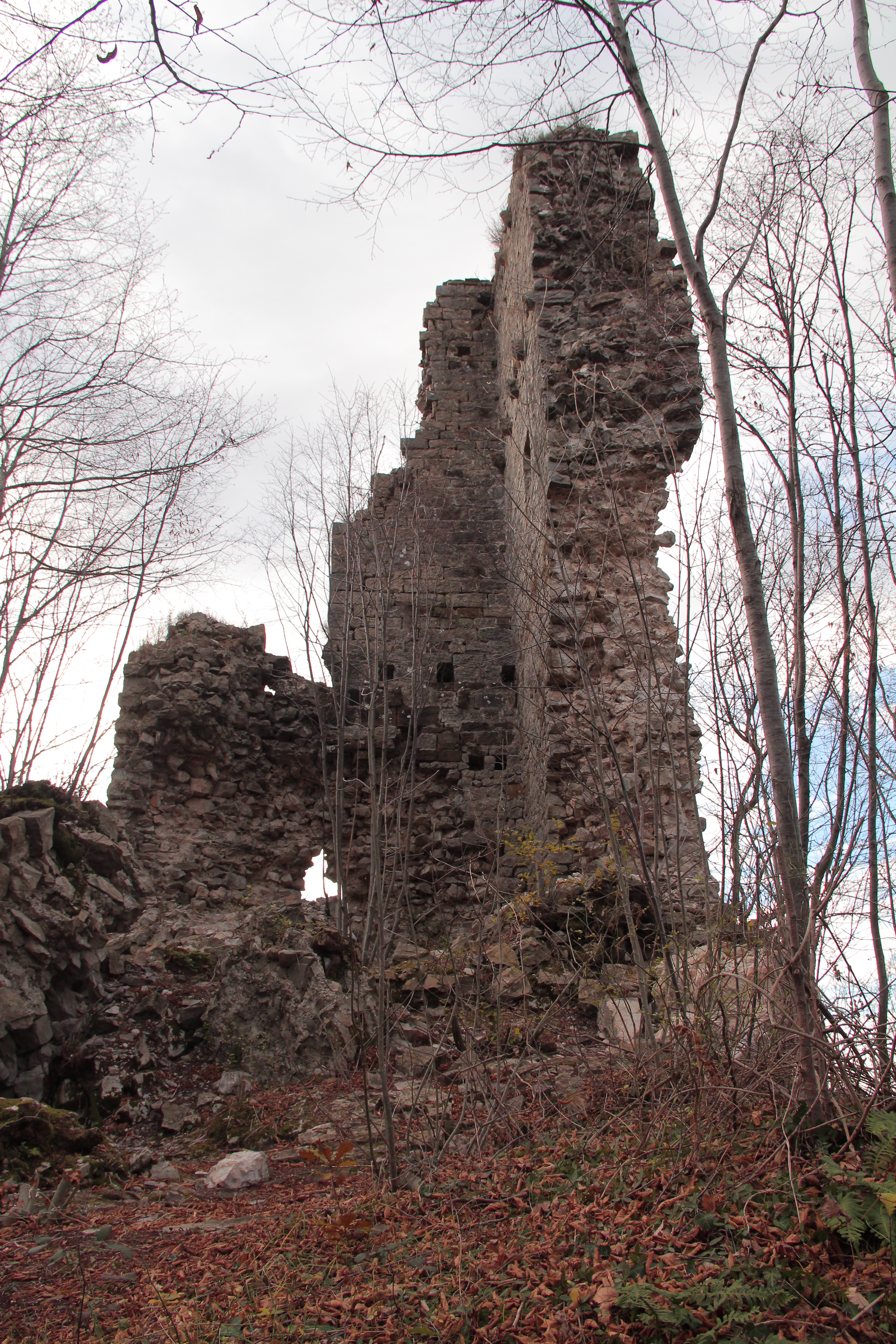
I resti della torre
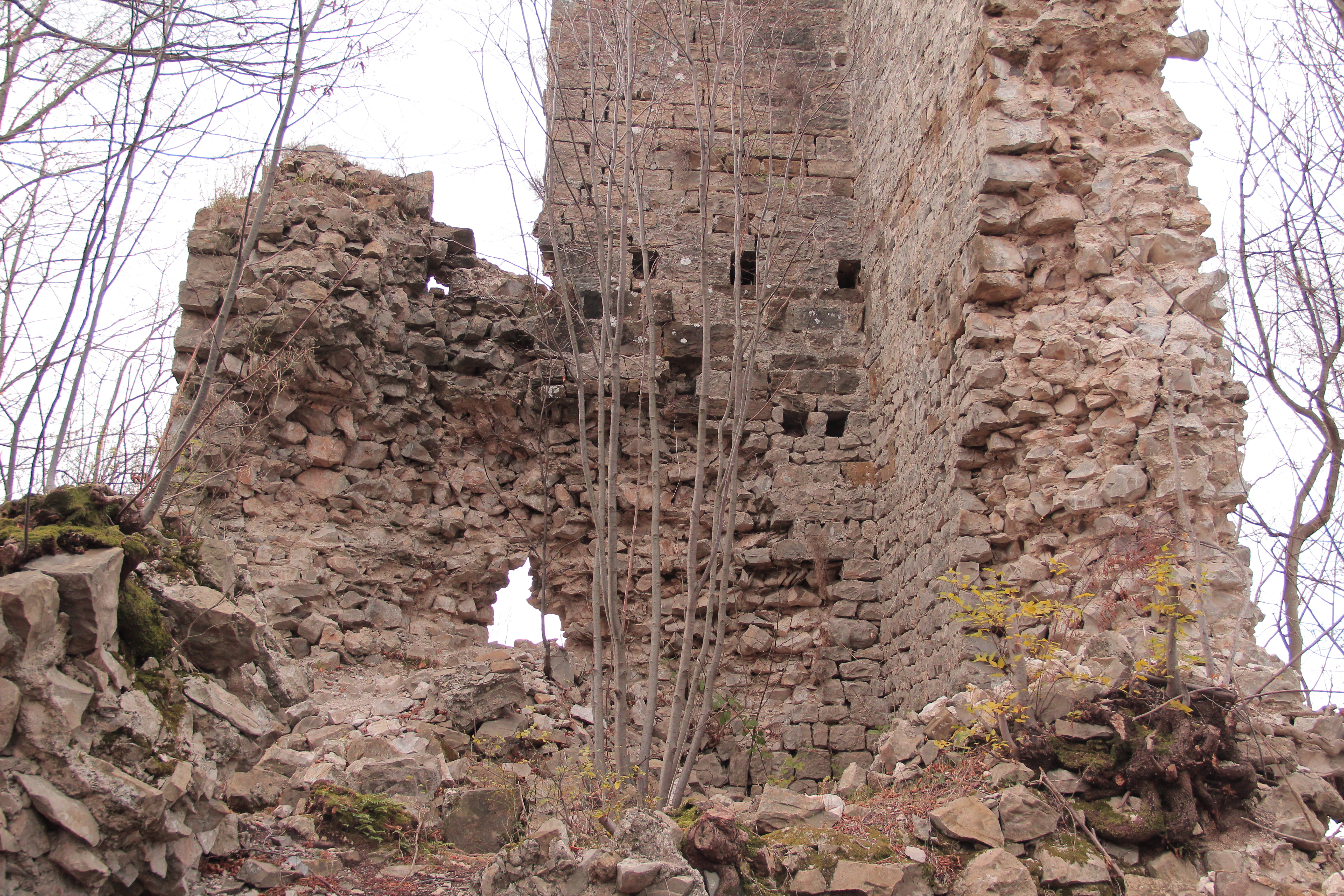
Vista della muratura "a sacco" dissestata
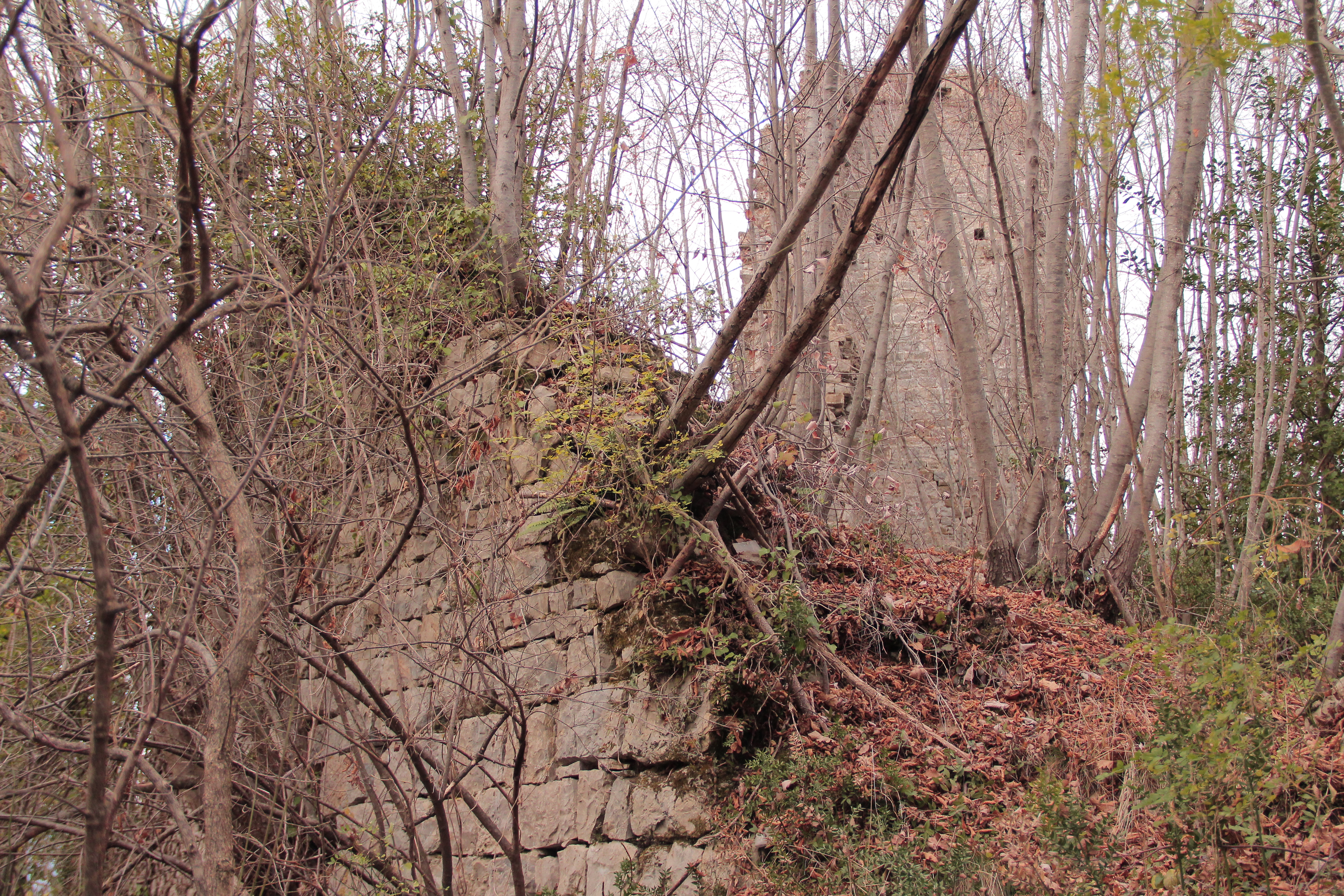
Piante Infestanti
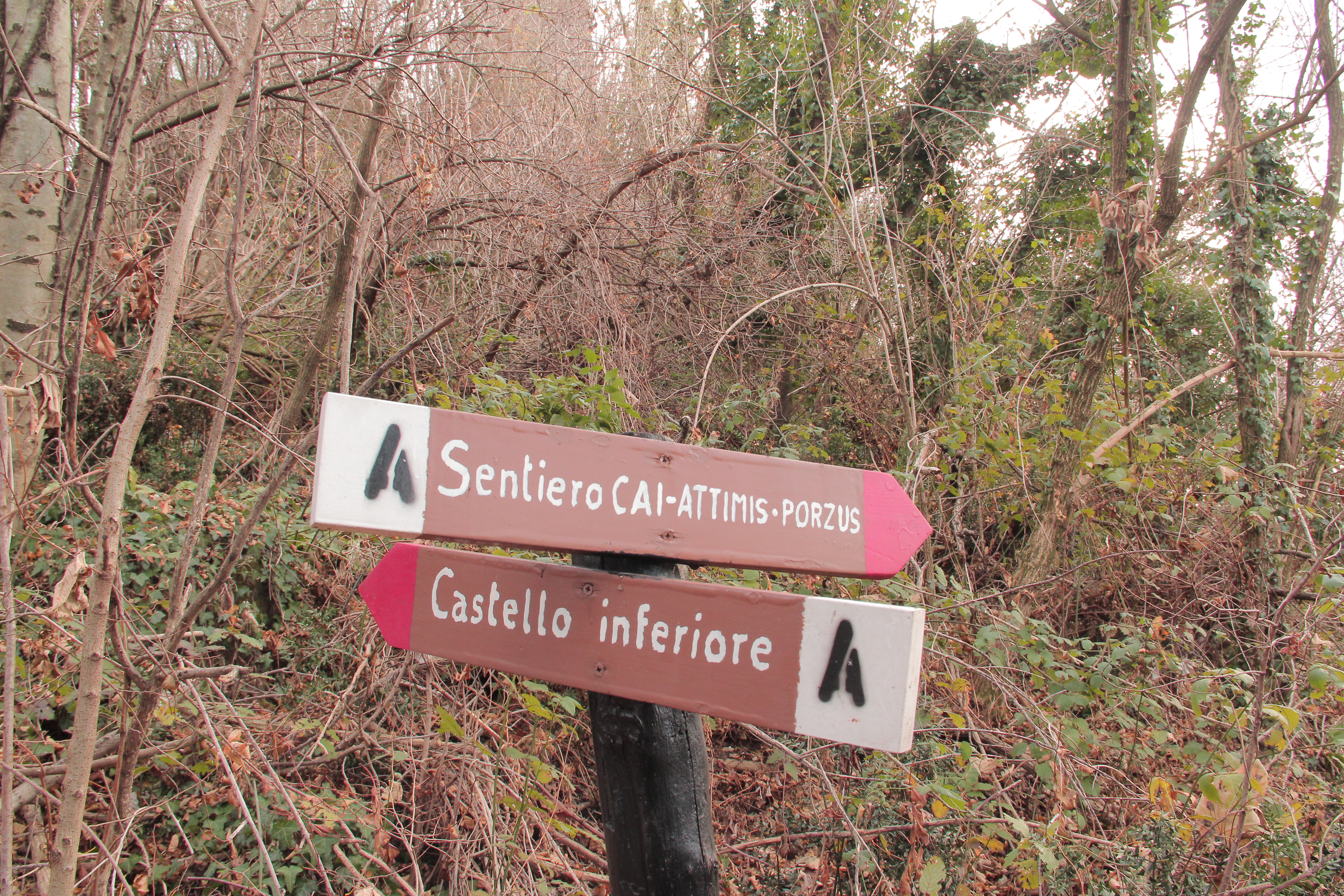
Segnaletica
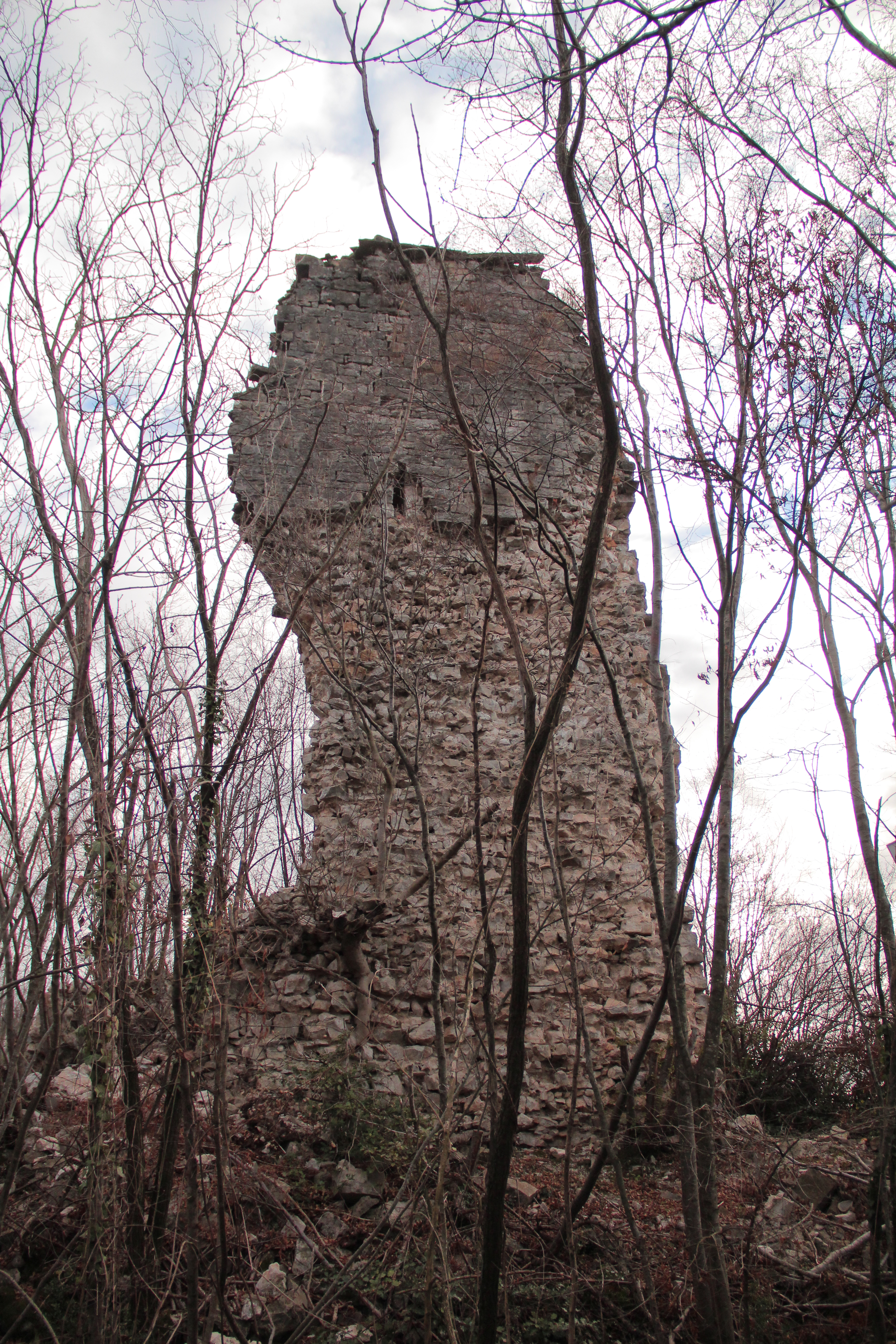
Vista laterale della torre
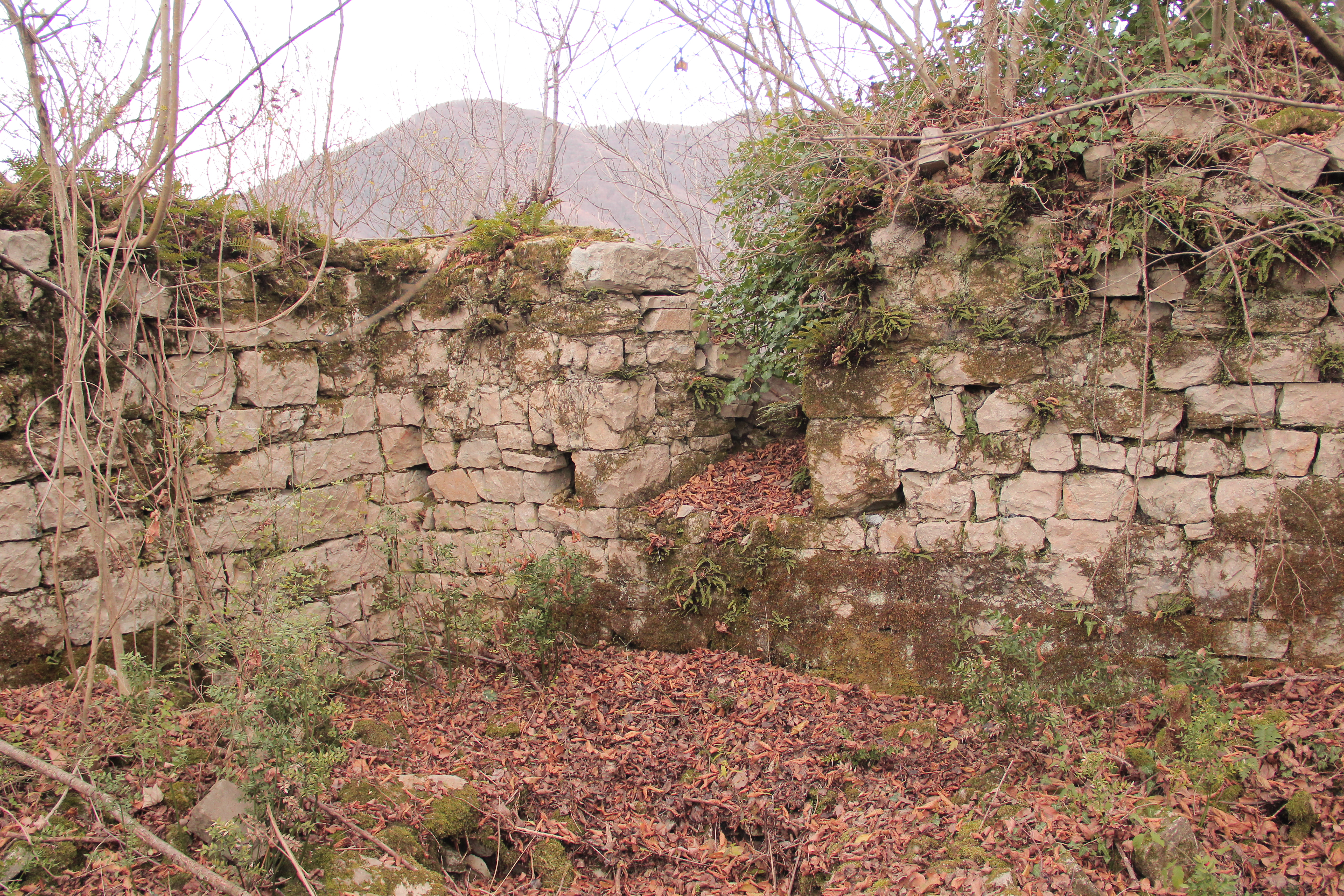
Resti di uno spazio adiacente alla torre
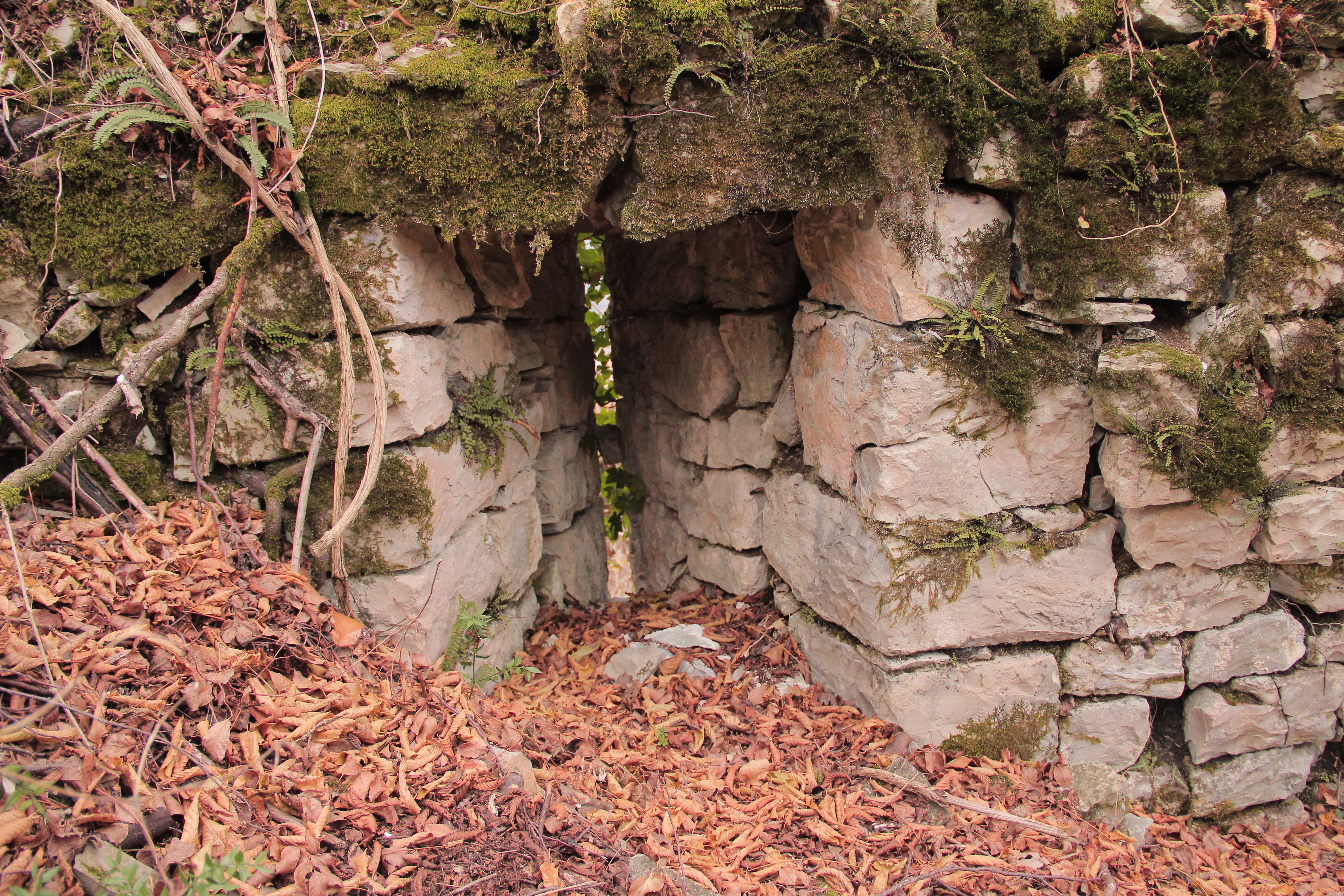
Feritoia del castello
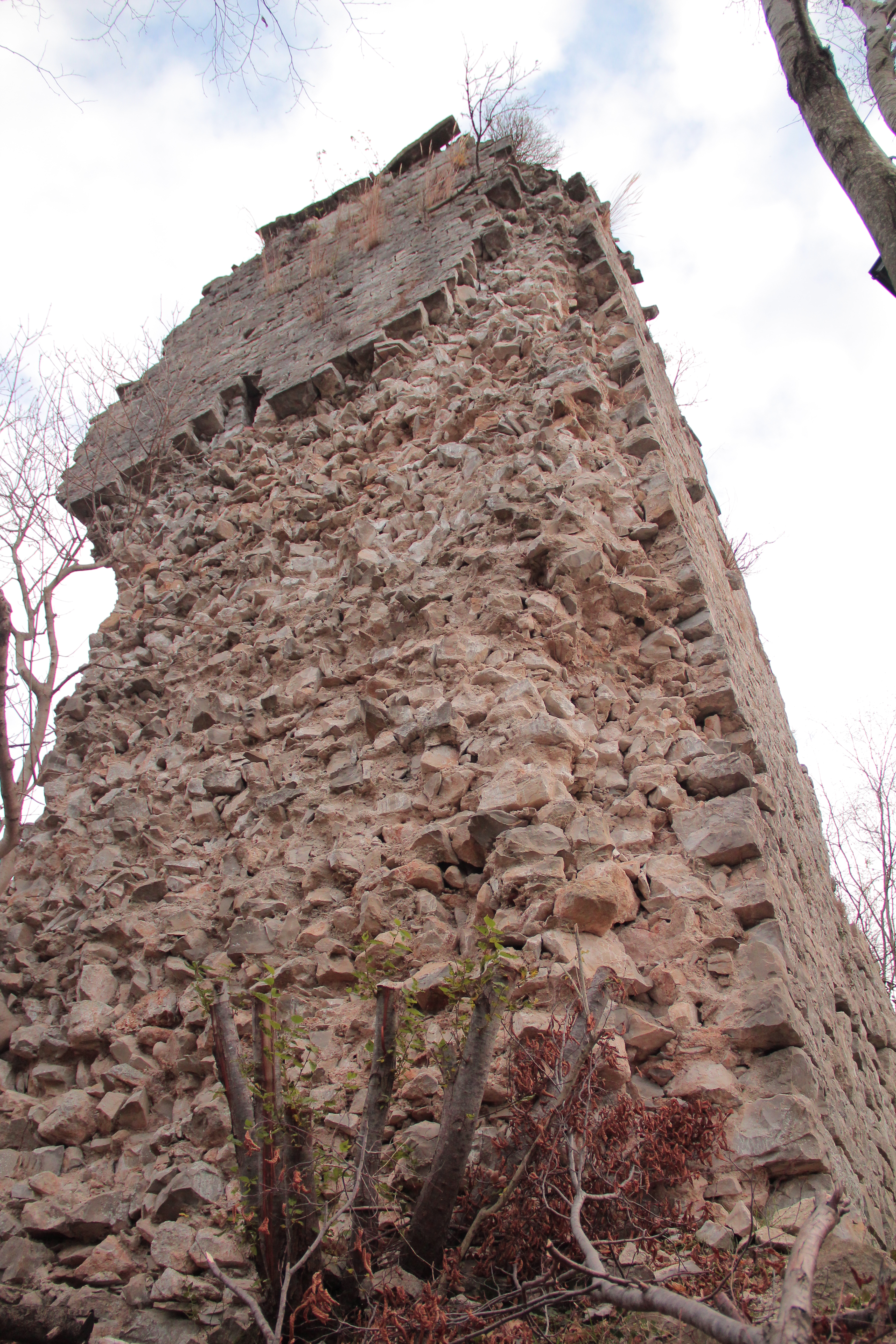
Muratura "a sacco"
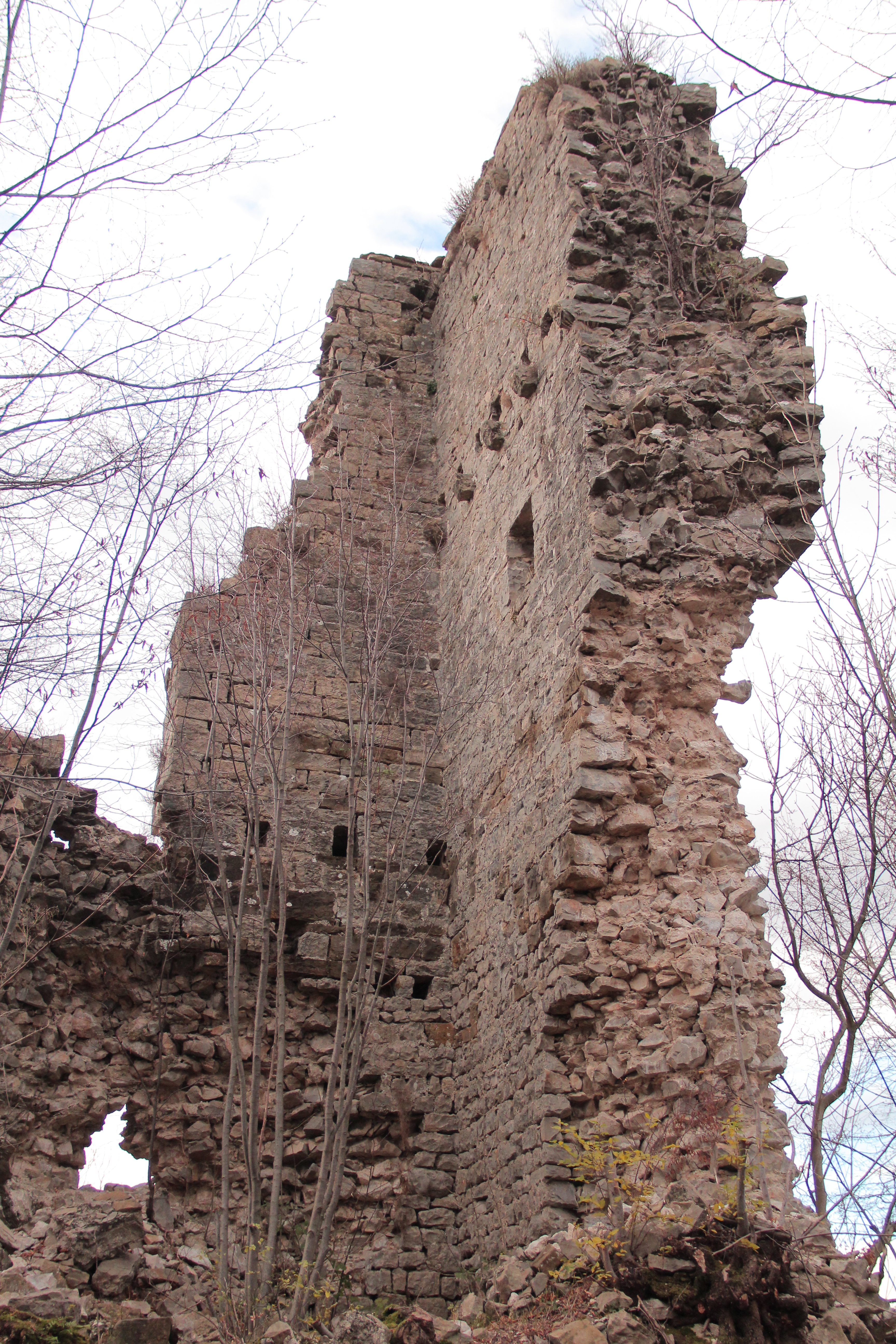
Vista interna della torre
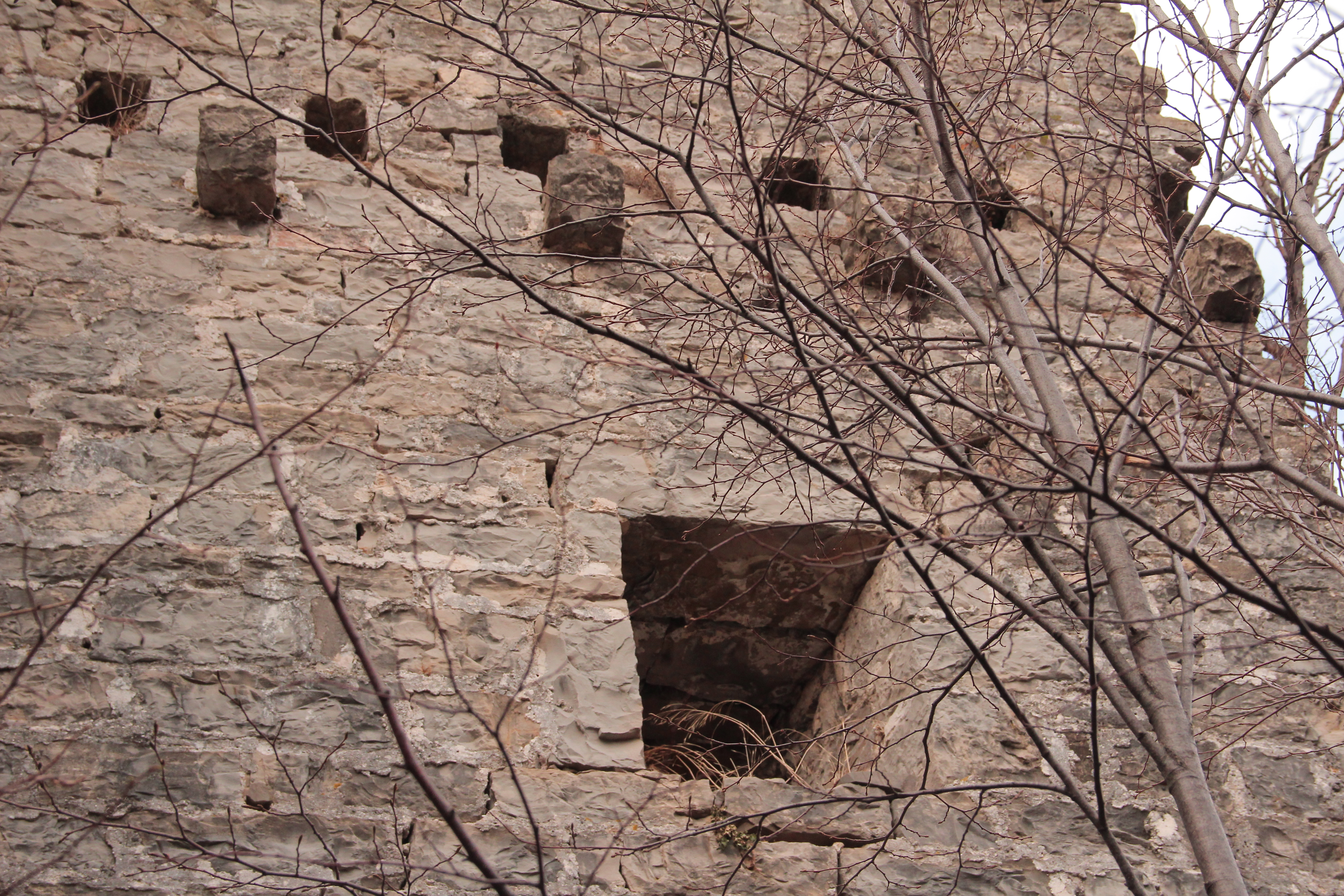
Sistema costruttivo dei solai
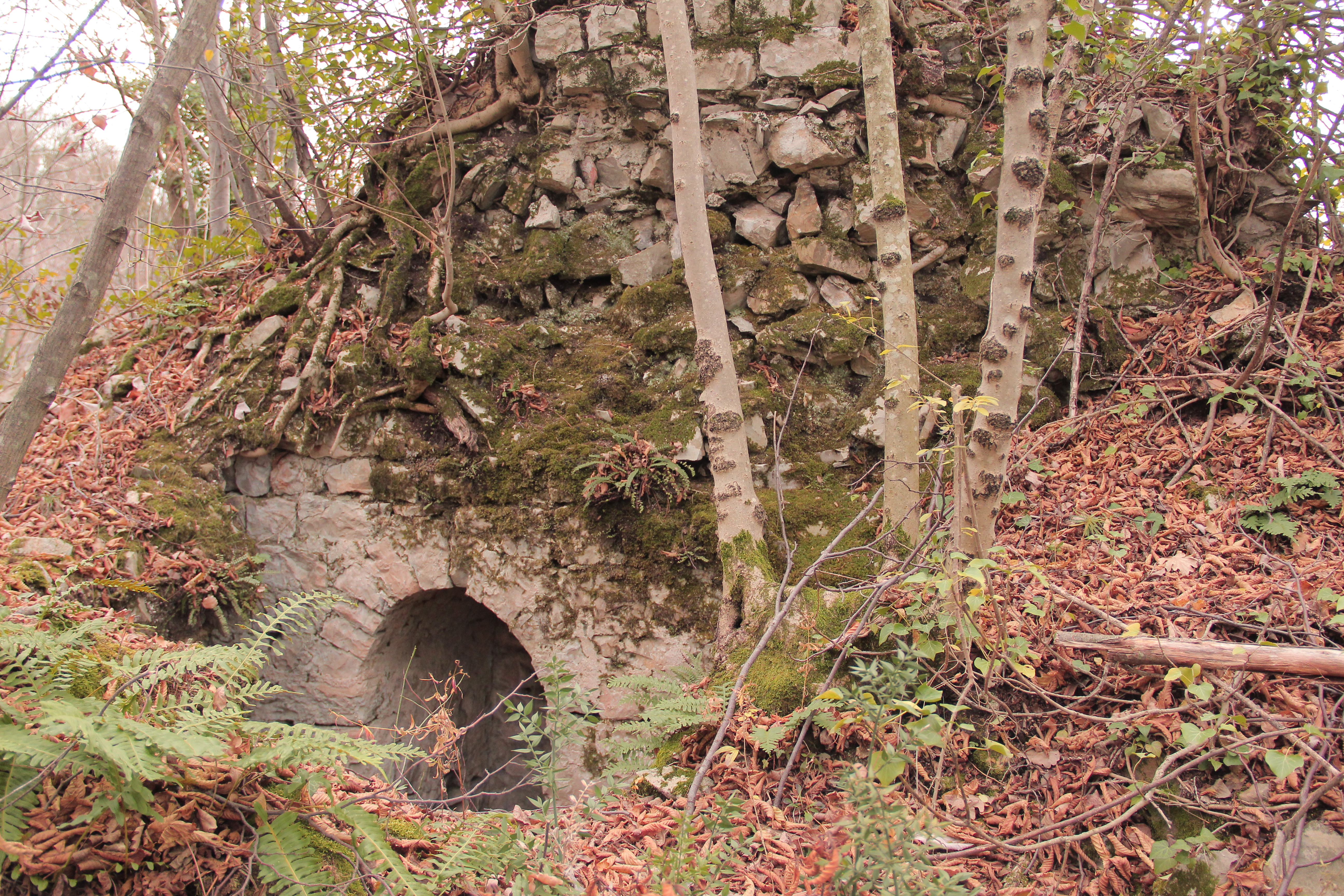
Piccola apertura ad arco
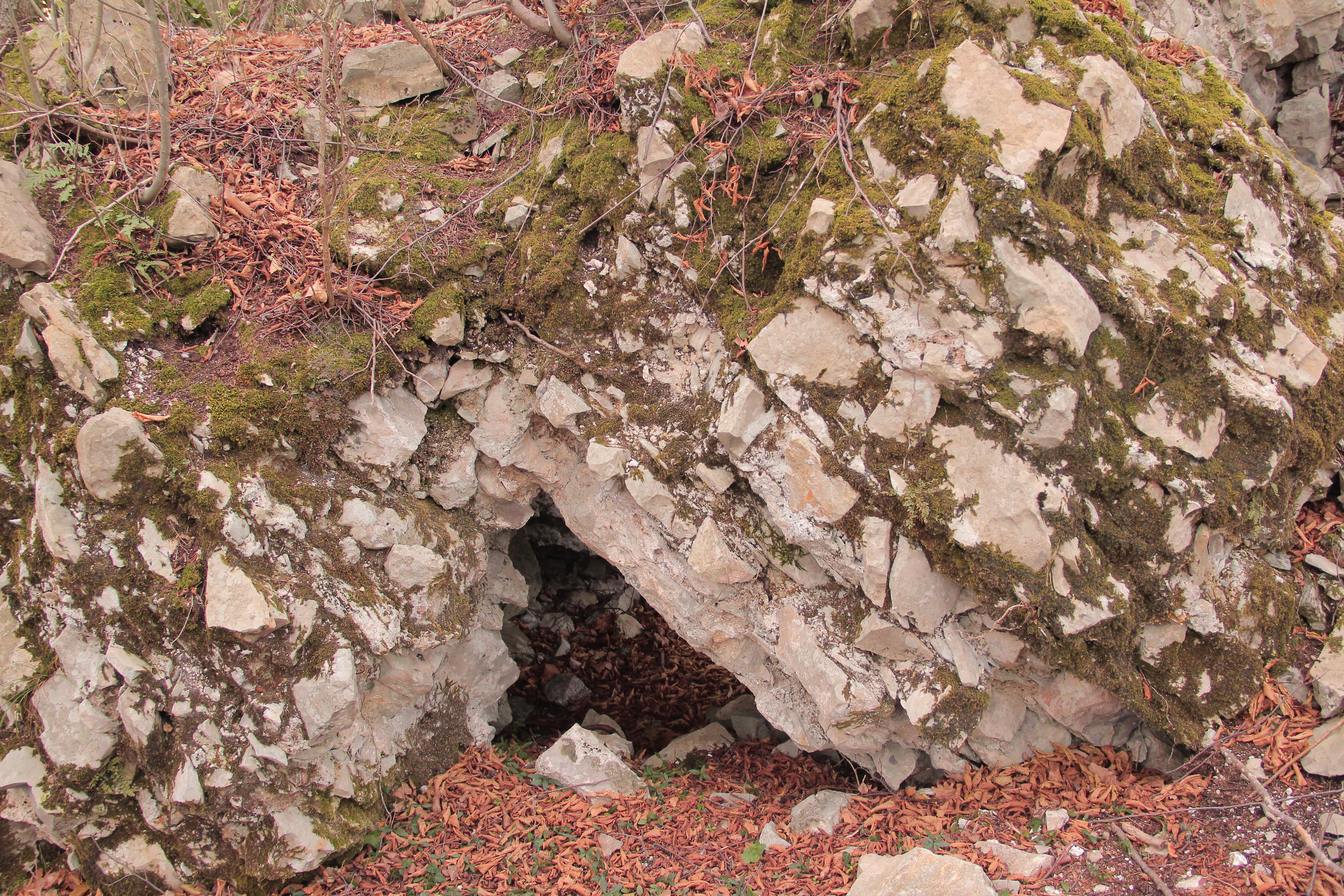
Porzione di muratura crollata
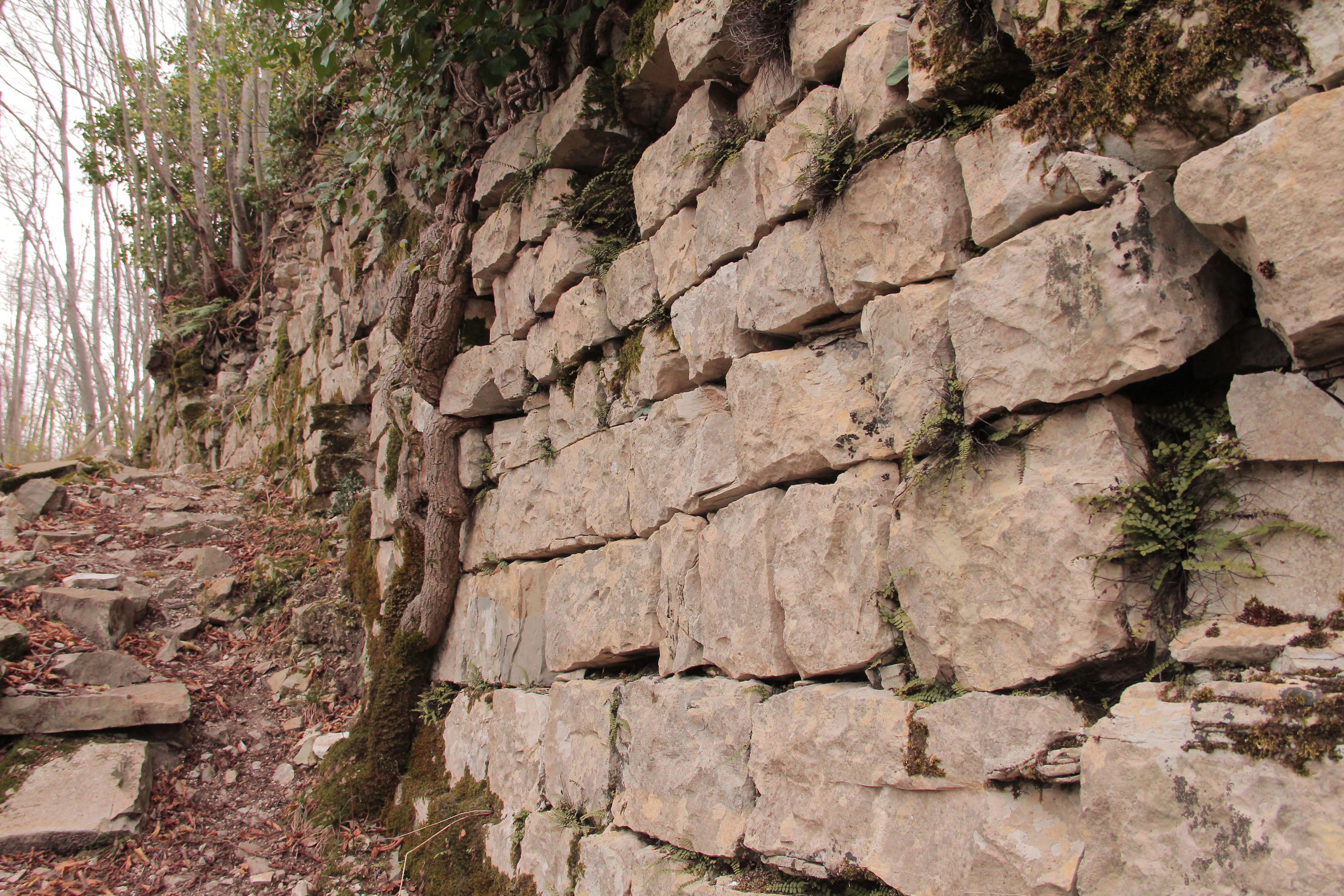
Entrata odierna del castello

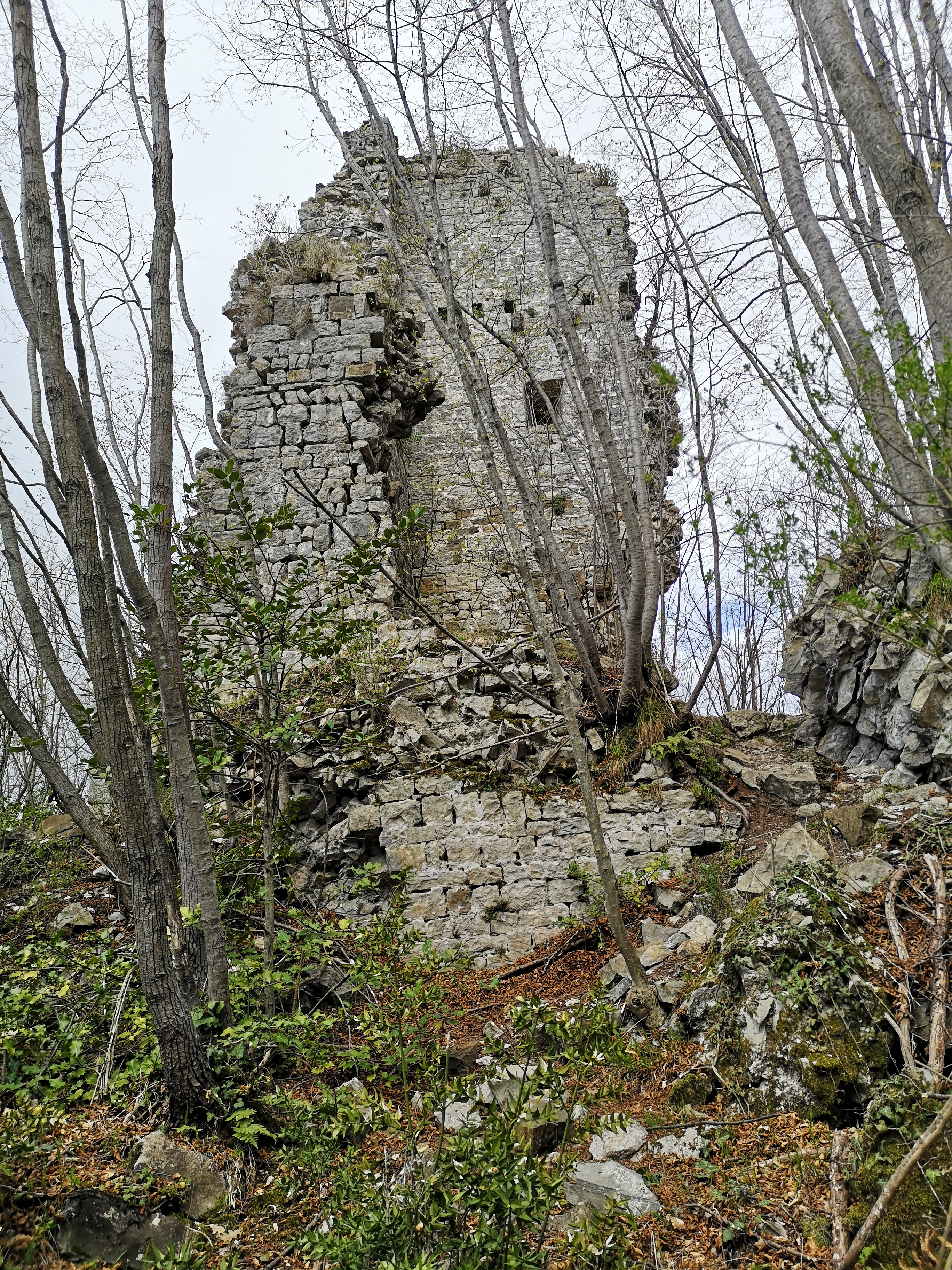
Mastio castello Inferiore Attimis.

|  |  |  |  |  |
|  |  |  |  |  |